# Kirsten Krüger (Tischtennisspielerin)

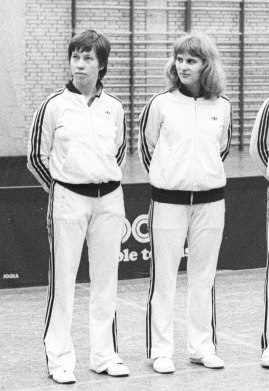
Kirsten Krüger (li.) neben Susanne Wenzel (1981)

Kirsten Krüger (* 26. März 1955 in Oldenbüttel) ist eine deutsche Tischtennisspielerin. In den 1970er und Anfang der 1980er Jahre zählte sie zu den besten deutschen Spielerinnen. Sie ist fünffache deutsche Meisterin im Doppel und dreifache Vizemeisterin im Einzel.

## Jugend und erste Erfolge
Seit ihrem zehnten Lebensjahr spielt Kirsten Krüger Tischtennis. Sie trat dem Verein TTC Lehe bei. Hier erzielte sie 1972 erste Erfolge, als sie bei der deutschen Jugendmeisterschaft im Doppel mit Ulrike Dürre den Titel gewann; im Einzel belegte sie Platz zwei, ebenso im Mixed mit Heinz-Günther Hoffmann. Im gleichen Jahr siegte sie auch im Bundesranglistenturnier TOP-12 der Jugend, mit Heinz-Günther Hoffmann wurde sie Vizeeuropameisterin im Mixed.
1972 wechselte Krüger zum Verein TTC Ramsharde, mit dem sie 1974 deutscher Pokalsieger wurde. 1975 schloss sie sich dem TSV Nord Harrislee an. Hier begann sie in der Landesliga und erreichte nach mehrmaligem Aufstieg 1978 die Bundesliga. 1975 gewann sie mit Harrislee die deutsche Pokalmeisterschaft.

## Nationale Erfolge
Bei den nationalen deutschen Meisterschaften belegte sie dreimal im Einzel Platz 2: 1979 und 1989 jeweils hinter Ursula Hirschmüller-Kamizuru, 1984 hinter Susanne Wenzel. Dabei vergab sie 1979 den Titel, als sie im entscheidenden dritten Satz bereits 20:15 führte und dann doch noch verlor. Deutsche Meisterin im Doppel wurde sie 1977 (mit Roswitha Schmitz) und 1979 bis 1982 jeweils mit Ursula Hirschmüller-Kamizuru. Im Mixed erreichte sie 1977 mit Klaus Schmittinger Platz zwei.
Dreimal gewann sie das Bundesranglistenturnier DTTB-TOP-12, nämlich 1973, 1981 und 1982, dreimal gelangte auf Platz 2 (1975, 1978, 1985). In der Rangliste des DTTB wurde sie 1983 auf Rang 1 geführt.
Ab 1979 spielte sie beim Bundesligaverein TSV Kronshagen. Die weiteren Stationen waren Kieler TTK (ab 1981; 1983 deutscher Pokalmeister), Reinickendorfer Füchse (ab 1985), FC Langweid (ab 1991), Kieler TTK (ab 1993), TSB Flensburg (ab 1996), Kaltenkirchener Turnerschaft (ab 2004) und TTC Ramsharde (ab 2007) (Herrenmannschaft in der Verbandsliga). Mit dem TSV Kronshagen gewann sie 1980 den deutschen Mannschaftspokal, mit den Reinickendorfer Füchsen wurde sie 1987/88 deutscher Vizemeister.

## Internationale Erfolge
Von 1973 bis 1984 absolvierte Krüger 93 Länderspiele. Fünfmal nahm sie an Weltmeisterschaften teil: WM 1973, WM 1977, WM 1979, WM 1981 und WM 1983. Ihre beste Platzierung erreichte sie dabei 1981, als die deutsche Damenmannschaft auf Rang 5 kam.
Zwischen 1976 und 1984 war sie fünfmal auf Europameisterschaften vertreten: 1978 sorgte sie für Aufsehen, als sie im Mannschaftswettbewerb gegen die amtierende Europameisterin Jill Hammersley und gegen Maria Alexandru gewann. 1982 kam sie mit der Mannschaft bis ins Endspiel, 1984 erreichte sie im Einzel das Viertelfinale. Im europäischen Ranglistenturnier Europe TOP-12 belegte sie 1983 Rang 7, 1984 Rang 10 und 1985 Rang 11.
Kurz vor der Weltmeisterschaft 1985, für die sie bereits nominiert war, erklärte sie den Rücktritt von der Nationalmannschaft.

## Seniorenmeisterschaften
Krüger trat wiederholt bei Seniorenmeisterschaften an. 2006 gewann sie in Mölln die deutsche Meisterschaft Seniorinnen 40 im Einzel und im Doppel. Im gleichen Jahr wurde sie in Bremen sogar Weltmeisterin der Senioren in der Altersklasse 50, im Doppel wurde sie mit Monika Kneip Zweite. 2008 gewann sie in der Klasse Ü50 Gold im Doppel (mit Annie Ramberg, DEN), im Einzel erreichte sie Platz drei.

## Trainerin
Kirsten Krüger unterrichtet Schüler und Jugendliche im Tischtennis. Seit 2002 arbeitet sie als Bundestrainerin für körperlich Behinderte. Heute arbeitet sie mit der Jugend vom TSB Flensburg und spielt selber in der ersten Herrenmannschaft vom TSB in der Bezirksliga.

## Auszeichnungen
1982 wurde Krüger zur Sportlerin des Jahres in Schleswig-Holstein gewählt. Im gleichen Jahr erhielt sie vom Ministerpräsidenten Gerhard Stoltenberg die Sportplakette des Landes Schleswig-Holstein, die höchste sportliche Auszeichnung in Schleswig-Holstein.

## Privat
Kirsten Krüger ist Bankangestellte. Im Dezember 1984 heiratete sie ihren bisherigen Trainer Josip Trupkovic und trat seitdem unter dem Namen Krüger-Trupkovic auf. Sie hat zwei Kinder.

## Turnierergebnisse
| Verband | Veranstaltung                         | Jahr | Ort        | Land | Einzel        | Doppel    | Mixed     | Team |
| ------- | ------------------------------------- | ---- | ---------- | ---- | ------------- | --------- | --------- | ---- |
| FRG     | Europameisterschaft                   | 1984 | Moskau     | URS  | Viertelfinale |           |           |      |
| FRG     | Europameisterschaft                   | 1982 | Budapest   | HUN  | letzte 16     |           |           | 2    |
| FRG     | Jugend-Europameisterschaft (Junioren) | 1972 | Vejle      | DEN  |               |           | Silber    |      |
| FRG     | EURO-TOP12                            | 1985 | Barcelona  | ESP  | 11            |           |           |      |
| FRG     | EURO-TOP12                            | 1984 | Bratislava | TCH  | 10            |           |           |      |
| FRG     | EURO-TOP12                            | 1983 | Cleveland  | ENG  | 7             |           |           |      |
| FRG     | Weltmeisterschaft                     | 1983 | Tokio      | JPN  | letzte 32     | letzte 32 | letzte 64 | 10   |
| FRG     | Weltmeisterschaft                     | 1981 | Novi Sad   | YUG  | letzte 32     | letzte 16 | letzte 64 | 5    |
| FRG     | Weltmeisterschaft                     | 1979 | Pyongyang  | PRK  | letzte 64     | letzte 64 | letzte 64 | 9    |
| FRG     | Weltmeisterschaft                     | 1977 | Birmingham | ENG  | letzte 64     | letzte 32 | letzte 32 | 11   |
| FRG     | Weltmeisterschaft                     | 1973 | Sarajevo   | YUG  | letzte 64     | letzte 32 | letzte 32 | 7    |